# Maki Haneta
Maki Haneta (30 de setembro de 1972) é uma ex-futebolista japonesa que atuava como defensora.

## Carreira
Maki Haneta representou a Seleção Japonesa de Futebol Feminino, nas Olimpíadas de 1996. 